# AS Kalamu
Associacion Sportive Kalamu w skrócie AS Kalamu – klub piłkarski z Demokratycznej Republiki Konga grający niegdyś w pierwszej lidze kongijskiej, mający siedzibę w mieście Kinszasa.

## Sukcesy
- Coupe du Congo[1]:
  - zwycięstwo (4):  1986, 1987, 1988, 1989.

## Występy w afrykańskich pucharach
| Sezon | Rozgrywki                 | Runda       | Kraj                         | Klub                 | Dom | Wyjazd | Dwumecz      |
| ----- | ------------------------- | ----------- | ---------------------------- | -------------------- | --- | ------ | ------------ |
| 1986  | Puchar Zdobywców Pucharów | 1           | Angola                       | Ferroviário de Huila | 3–1 | 0–0    | 3–1          |
| 1986  | Puchar Zdobywców Pucharów | 2           | Kenia                        | AFC Leopards         | 3–1 | 1–1    | 4–2          |
| 1986  | Puchar Zdobywców Pucharów | ćwierćfinał | Egipt                        | Ismaily SC           | 2–0 | 0–3    | 2–3          |
| 1987  | Puchar Zdobywców Pucharów | 1           | Ghana                        | Okwahu United FC     | 0–2 | 1–1    | 1–3          |
| 1988  | Puchar Zdobywców Pucharów | 1           | Uganda                       | KCCA FC              | 1–0 | 1–0    | 2–0          |
| 1988  | Puchar Zdobywców Pucharów | 2           | Kenia                        | AFC Leopards         | 2–0 | 1–4    | 3–4          |
| 1989  | Puchar Zdobywców Pucharów | 1           | Republika Środkowoafrykańska | TP USCA Bangui       | 2–0 | 3–3    | 5–3          |
| 1989  | Puchar Zdobywców Pucharów | 2           | Rwanda                       | Etincelles FC        | 0–0 | 1–0    | 1–0          |
| 1989  | Puchar Zdobywców Pucharów | ćwierćfinał | Nigeria                      | Bendel United FC     | 0–2 | 0–1    | 0–3          |
| 1990  | Puchar Zdobywców Pucharów | 1           | Burundi                      | Vital’O FC           | 1–1 | 1–1    | 2–2 (k. 2–3) |

## Stadion
Domowe mecze klub rozgrywa na stadionie o nazwie Stade des Martyrs w Kinszasie, który może pomieścić 30 000 widzów.